# Даффи, Тодд
Тодд Даффи (англ. Todd Duffee; род. 6 декабря 1985) — американский боец смешанных единоборств и актёр. Тодд выступает в тяжелом весе. Сейчас перспективный молодой тяжеловес является свободным агентом, т.к UFC разорвала с ним контракт из-за открытого спора с президентом UFC Даной Уайтом. 
В 2011 году дебютирует как актёр в фильме «Никогда не сдавайся 2».

## Биография
Родился в штате Индиана, а вырос в Иллинойсе. Отец Тодда работает на шахте, а его мать медсестра. Начинал свою бойцовскую карьеру в боксе. Позже он узнает о ММА и пробует себя в нём. Даффи выигрывает свои первые пять боёв и перебирается в UFC.

## Статистика
| Результат    | Рекорд  | Соперник        | Способ                                          | Турнир                                   | Дата             | Раунд | Время | Место                    | Примечание                                     |
| ------------ | ------- | --------------- | ----------------------------------------------- | ---------------------------------------- | ---------------- | ----- | ----- | ------------------------ | ---------------------------------------------- |
| Не состоялся | 9-3 (1) | Джефф Хьюз      | Без результата (случайный тычок пальцем в глаз) | UFC Fight Night 158: Ковбой - Гэйтжи     | 14 сентября 2019 | 1     | 4:03  | Ванкувер, Канада         |                                                |
| Поражение    | 9-3     | Фрэнк Мир       | Нокаутом (удар)                                 | UFC Fight Night 71: Мир - Даффи          | 15 июля 2015     | 1     | 1:13  | Сан-Диего, США           |                                                |
| Победа       | 9-2     | Энтони Хэмилтон | Нокаутом (удар)                                 | UFC 181: Хендрикс - Лоулер 2             | 6 декабря 2014   | 1     | 0:33  | Лас-Вегас, США           |                                                |
| Победа       | 8-2     | Фил де Фриз     | Техническим нокаутом (удары)                    | UFC 155: Дос Сантос - Веласкес 2         | 29 декабря 2012  | 1     | 2:04  | Лас-Вегас, США           |                                                |
| Победа       | 7-2     | Нил Гроув       | Техническим нокаутом (удары)                    | SFL 2 - Super Fight League 2             | 7 апреля 2012    | 1     | 0:34  | Чандигарх, Индия         |                                                |
| Поражение    | 6-2     | Алистар Оверим  | Нокаутом (удары)                                | K-1 - Dynamite!! Power of Courage 2010   | 31 декабря 2010  | 1     | 0:19  | Сайтама, Япония          | Бой за титул чемпиона Dream FC в тяжёлом весе. |
| Поражение    | 6-1     | Майк Руссоу     | Нокаутом (удар)                                 | UFC 114: Рампейдж - Эванс                | 29 мая 2010      | 3     | 2:32  | Лас-Вегас, США           |                                                |
| Победа       | 6-0     | Тим Хейг        | Нокаутом (удары)                                | UFC 102: Кутюр - Ногейра                 | 29 августа 2009  | 1     | 0:07  | Портленд, США            |                                                |
| Победа       | 5-0     | Асуэриу Силва   | Техническим нокаутом (удары)                    | JF 11 - Jungle Fight 11                  | 13 сентября 2008 | 2     | 1:17  | Рио-де-Жанейро, Бразилия |                                                |
| Победа       | 4-0     | Джош Беннетт    | Нокаутом (удары)                                | ANFC 2 - Alianza National Full Contact 2 | 8 августа 2008   | 1     | 1:25  | США                      |                                                |
| Победа       | 3-0     | Марк Хоннеджер  | Техническим нокаутом (удары)                    | CHF - Crazy Horse Fights                 | 11 декабря 2007  | 1     | 3:22  | Форт-Лодердейл, США      |                                                |
| Победа       | 2-0     | Майк Уолбрайт   | Техническим нокаутом (удары)                    | ISCF - Head-On Collision                 | 1 июня 2007      | 1     | N/A   | Кеннесо, США             |                                                |
| Победа       | 1-0     | Джонатан Спирс  | Техническим нокаутом (удары)                    | ISCF - Invasion                          | 9 февраля 2007   | 1     | 0:15  | Кеннесо, США             |                                                |